# Récepteur de l'angiotensine
 (juillet 2025).
Si vous disposez d'ouvrages ou d'articles de référence ou si vous connaissez des sites web de qualité traitant du thème abordé ici, merci de compléter l'article en donnant les références utiles à sa vérifiabilité et en les liant à la section « Notes et références ».
Les récepteurs de l'angiotensine sont des protéines présentes à la surface de cellules du corps humains. Ces récepteurs ont pour rôle de recevoir et d'organiser la réponse à l'angiotensine.

## Type de récepteurs
Il existe deux types de récepteurs de l'angiotensine. Les AGTR1, cible des médicaments appelés Sartans ou ARA-II, qui permettent de diminuer la pression artérielle en limitant la vasoconstriction ainsi que les AT2 dont les mécanismes sont moins compris.
La plupart des effets de l'angiotensine II sont dus à la stimulation des récepteurs AT1. 
Le rôle des récepteurs AT2 reste peu compris chez l'Homme et fait l'objet de nombreuses recherches. Ils seraient globalement antagonistes des récepteurs AT1 et auraient potentiellement un rôle neuroprotecteur.
Ainsi, l'angiotensine a un rôle vasotrophique qui dépend du récepteur. Le récepteur AT1, une fois activé, entrainera une action trophique et provoquera un effet vasoconstricteur. A l'inverse, le récepteur AT2 provoquerait une action anti-trophique et auraient donc un effet vasodilatateur.
Les récepteurs de l'angiotensine possèdent sept domaines transmembranaires, ce sont des récepteurs couplés aux protéines G(RCPGq). Leur régulation se fait en fonction de l'agoniste.
Ils se répartissent à différents endroits du corps:
| Localisation                | AT1   | AT2  |
| --------------------------- | ----- | ---- |
| Cellules musculaires lisses | 100 % | 0 %  |
| Hépatocytes                 | 100 % | 0 %  |
| Corticosurrénale            | 80 %  | 20 % |
| Médullosurrénale            | 10 %  | 90 % |
| Système nerveux central     | 10 %  | 90 % |

## Exemple du mode d'action de l'angiotensine
En cas de baisse de tension, l'angiotensine II produite va se fixer sur les récepteurs AT1 de la membrane plasmique des cellules musculaires lisses (CML) de la paroi des vaisseaux sanguins. L'activation du récepteur entraine la contraction de ces cellules, celles-ci se resserrent autour du vaisseau dont le diamètre diminue. Ce mécanisme est appelé vasoconstriction : la pression artérielle augmente.